# Мамонтовка (Пушкино)
Ма́монтовка — микрорайон (c 2003 года) города Пушкино Московской области.
Расположен неподалёку от платформы «Мамонтовская» Ярославского направления МЖД. Застройка преимущественно частная, есть также многоквартирные дома небольшой этажности. Также в Мамонтовке находятся завод ОАО «НПО Росдормаш» и завод «Малахит», а также ГУП МО «Лабораторно-исследовательский центр».
С северо-запада Мамонтовка граничит с посёлком Акулово, с запада — с Учинским лесопарком, с юга — с микрорайоном Звягино, с юго-востока — с микрорайоном Клязьма.
История Мамонтовки началась с того, что Александр Николаевич Мамонтов (1832—1900; сын купца первой гильдии Николая Фёдоровича Мамонтова, двоюродный брат Саввы Ивановича Мамонтова) и его жена, Татьяна Алексеевна, урожд. Хлудова (1844—1908; дочь купца первой гильдии А. И. Хлудова) решили построить загородную дачу близ деревни Листвяны.
В километре от Листвян проходила железная дорога «Москва — Сергиев Посад», построенная «[[Московско-Троицкая железная дорога|Обществом Московско-Троицкой железной дороги]»], главным акционером которого был И. Ф. Мамонтов. Специально для удобства племянников — Александра Николаевича и его брата, Михаила Николаевича, по распоряжению Ивана Фёдоровича, была выстроена платформа, по сей день носящая название «Мамонтовская». Открытие железной дороги для публики состоялось 18 августа 1862 года, и уже в первый год своего существования дорога стала очень популярной — ею воспользовались 400 тысяч человек; благодаря близости железной дороги и платформы местность постепенно сделалась популярным дачным посёлком.

В 1897 году в путеводителе, составленном П. П. Кончаловским и изданном товариществом типографии А. И. Мамонтова, Мамонтовская платформа была описана так:
«По обеим сторонам платформы идут дачи, на правой стороне дороги стоит красивая дачная постройка Горбова, а на левой такая же постройка А. Н. Мамонтова. За ними расположены дачи, принадлежащие разным владельцам, которые отдают их в наймы на лето, ценою от 500 рублей до 250 рублей с мебелью. В нескольких саженях от платформы находится железнодорожный мост через реку Учу. С этого моста по обе стороны открывается очень живописный вид на поля и луга, окаймлённые лесом и орошаемые этой рекой. По левую сторону моста видна деревня Листвяны на левом берегу Учи, в расстоянии около версты от платформы; в этой деревне есть дачи, которые отдаются на лето за цену от 50 руб. до 300 в сезон; здесь же есть лавка, снабжающая окрестных дачников провизией, и есть извозчики».
В стародачном посёлке Мамонтовка жили и бывали в разное время такие выдающиеся деятели культуры и искусства, как Ф. Шаляпин, М. Врубель, В. Поленов, В. Маяковский, Д. Бедный, В. Катаев, Р. Глиэр, С. Лемешев, И. Юрьева и другие.
До 2003 года Мамонтовка была дачным посёлком (посёлком городского типа) Пушкинского района Московской области. Позже она вошла в состав города Пушкино.

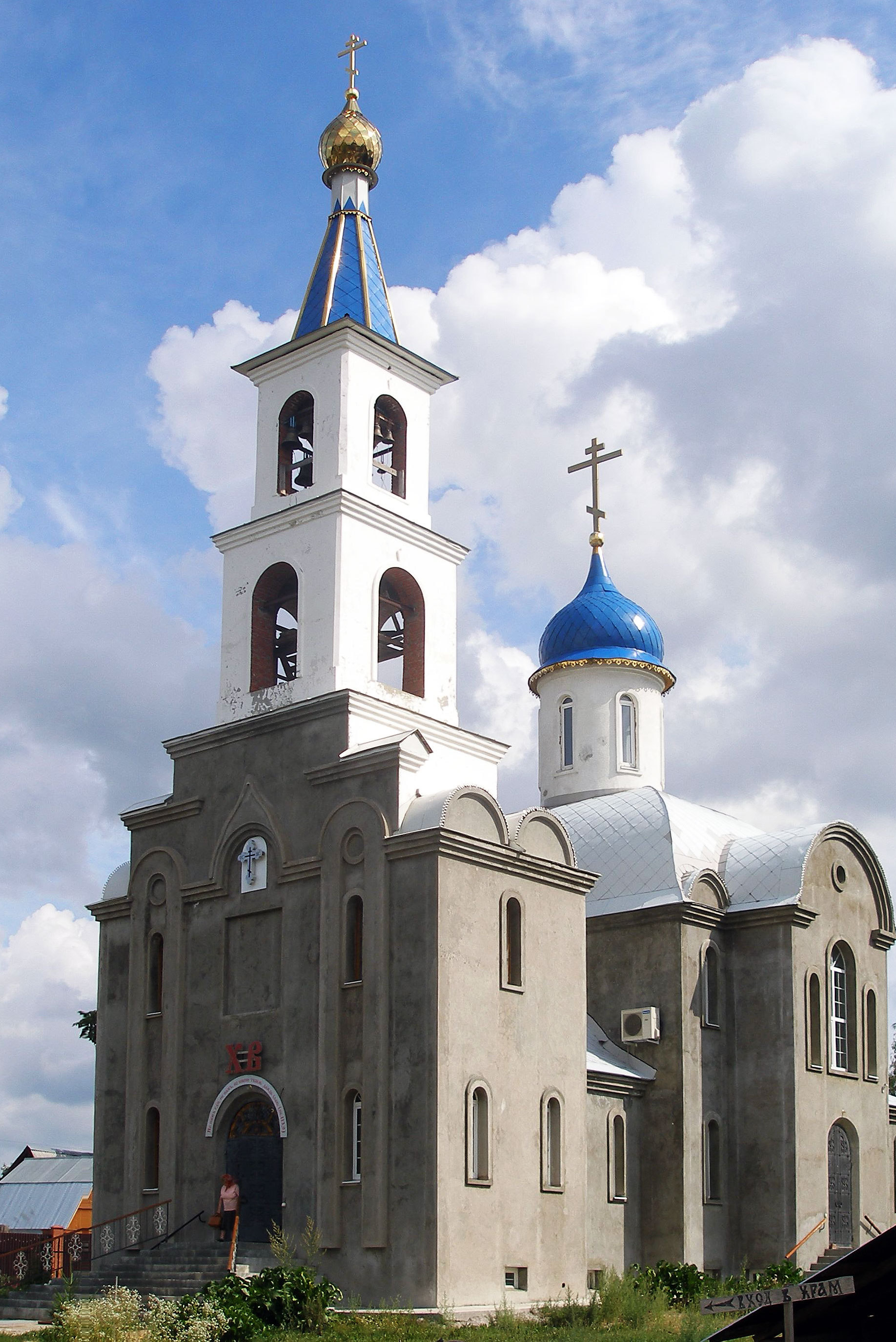
Церковь иконы Божией Матери «Нечаянная радость» в Мамонтовке

В 1933 году рядом с Мамонтовкой, в Листвянах (ныне улица Листвяны) было организовано одно из лагерных отделений Дмитровлага, заключённые которого работали на строительстве Акуловского гидроузла и Восточного водопроводного канала.
С октября 1937 по 2006 год на территории поселка (ул. Октябрьская, д. 23) дислоцировалась Школа Усовершенствования Командного состава (ШУКС ВО МПС СССР), в последующем Школа Усовершенствования Руководящего Состава (ШУРС ВО МПС России), в которой готовили кадры для ведомственной (военизированной) охраны железнодорожного транспорта, в том числе по специальностям: «Противопожарная техника и безопасность», «Кинология», «Служебное собаководство в охранной и розыскной деятельности» (среднее специальное образование на дневном и заочном отделениях). По своему статусу школа приравнивалась к пожарному училищу. На территории был установлен учебный пожарный поезд (после 2006 года сгорел). В составе школы действовала Учебная стрелково-пожарная команда. Курсанты школы выезжали на пожарных автомобилях, участвуя в тушении пожаров на территории Пушкинского района Московской области. За 78 лет в ШУРС было подготовлено более 37 тысяч специалистов для ВО ЖДТ, многие из которых стали видными руководителями отрасли, а также в иных сферах деятельности (МВД, пожарная охрана и тому подобных). Несколько курсантов погибли при тушении пожаров. В настоящее время ШУРС ВО МПС России расформирована и на её территории располагается подразделение Московского государственного университета путей сообщения.
17 июня 1966 года, вблизи поселковой администрации, на ул. Кузнецкий мост произошла крупнейшая по числу жертв автокатастрофа в истории России и СССР. Автобус потерял управление, вылетел в Мамонтовский пруд и затонул. Погибло 74 человека.
На даче Мамонтовых, которая была построена под руководством архитектора А. С. Каминского, начиная с 1960-х годов, располагался дом отдыха «Мамонтовка» при Верховном Совете СССР (позднее — при Управлении делами Президента Российской Федерации). В 2005 году усадьба Мамонтовых передана ведомству Министерства обороны РФ, а в настоящее время здание находится на балансе ФСБ РФ, и территория имеет закрытый статус.

## Транспорт
- 3 (ст. Пушкино — пл. Мамонтовская)
- 5 (ст. Пушкино — пл. Мамонтовская)
- 8 (пл. Мамонтовская — Акулово)
- 9 (ст. Пушкино — Акулово)
- 17 (ст. Пушкино — ул. Лесная, д. 3)
- 29 (ст. Пушкино — пл. Мамонтовская — пл. Тарасовская)
- 509 (ст. Пушкино — Москва (м. Медведково)